# The Little House in the Valley
The Little House in the Valley è un cortometraggio muto del 1914 diretto da Thomas Ricketts.

## Produzione
Il film fu prodotto dalla American Film Manufacturing Company.

## Distribuzione
Distribuito dalla Mutual Film, il film - un cortometraggio in due bobine - uscì nelle sale cinematografiche USA il 29 giugno 1914.
Non si conoscono copie ancora esistenti della pellicola che viene considerata presumibilmente perduta.